# Филимонов, Алексей Семёнович
Филимонов Алексей Семёнович (17 [29] марта 1822 — 14 [26] июня 1886, Одесса, Херсонская губерния) — русский военачальник, генерал-лейтенант артиллерии. Участник подавления Венгерского восстания (1848-1849), Крымской войны (1853-1856) и Русско-турецкой войны 1877-1878 гг. Родной брат Филимонова Василия Семёновича.

## Биография
Родился 17 марта 1822 года в семье дворян Смоленской губернии.
По окончании учебы в Дворянском полку, выпущен прапорщиком 8 августа 1842 года в 10-ю артиллерийскую бригаду, в рядах которой 1849 году, в составе отряда барона Остен-Сакена участвовал в Венгерском походе.
С началом Крымской войны в чине поручика вступил в действующую армию. 23 октября 1853 года отличился при атаке укреплений противника в битве при Ольтенице, за что был награжден 12 декабря орденом Св. Анны 4 степени с надписью "За храбрость". За отличие в сражении на Инкерманских высотах (24 октября 1854) был произведен в штабс-капитаны. С 22 января 1855 состоял в составе севастопольского гарнизона при обороне Севастополя, где находился вплоть до занятия города союзными войсками 30 августа 1855 года. К этому периоду относятся полученные Алексеем Семёновичем за боевое отличие орден Св. Анны 3-й степени с мечами и бантом (1855) и чин капитана (1856).
С 1869 года находился в чине полковника. 6 октября 1876 был назначен командующим 41-й артиллерийской бригадой 41-й пехотной дивизии, с которой участвовал в Русско-турецкой войне 1877-1878 гг. За проявленные во время кампании мужество и храбрость был награжден орденом Св. Владимира 3 ст. с мечами, 6 апреля 1878 г. произведен в генерал-майоры и 16 февраля 1879 г. получил золотую саблю с надписью «За храбрость».
В 1881 г. он был определен командиром 23-й артиллерийской бригады, в 1883 г. назначен начальником артиллерии 6-го армейского корпуса, а 28 марта 1886 г. уволен в отставку в звании генерал-лейтенанта.
Умер 14 июня 1886 в Одессе.

## Чины
- прапорщик - 8.08.1842
- поручик - 1853
- штабс-капитан - 10.04.1854
- капитан - 1856
- полковник - 10.10.1869
- генерал-майор - 6.04.1878
- генерал-лейтенант - 28.03.1886

## Карьера
- прапорщик в 10-й артиллерийской бригаде - 8.08.1842;
- командир 3-й батареи 11-й артиллерийской бригады - 1872;
- командир 41-й артиллерийской бригады - 6.10.1876;
- командир 23-й артиллерийской бригады - 23.12.1881-ХХ.04.1883;
- начальник артиллерии 6-го армейского корпуса - ХХ.10.1883-28.06.1886.

## Награды
- Орден Св. Владимира IV ст. с бантом (1859), III ст. с мечами (6.04.1878)
- Орден Св. Анны IV ст. с надписью «За храбрость» (12.12.1853), III ст. с мечами и бантом (1855), II ст. (1867) с императорской короной (1872)
- Орден Св. Станислава II ст. с императорской короной (1863), I ст. (1883)
- Золотая сабля «За храбрость» (16.02.1879)